# بيرت ويلسون (عازف بيانو)
بيرت ويلسون (بالإنجليزية: Burt Wilson)‏ هو عازف جاز وعازف بيانو أمريكي، ولد في 24 يناير 1933 في ستوكتون في الولايات المتحدة.